# 瘦滨耳螺
瘦滨耳螺（学名：Melampus taeniolatus），是原始有肺目耳螺科尖耳螺属的一种。主要分布于韩国、台湾，常栖息在潮间带岩礁。